# Avraham Tehomi
Avraham Tehomi (né Avraham Silberg ou Zilberg en 1903 à Odessa, dans l'Empire russe, et mort en 1990) est un militant sioniste et le commandant de la Haganah de Jérusalem de 1929 à 1931. Son pseudonyme dans la clandestinité est Gideon.
Après son départ de la Haganah, il fonde l'Irgoun en 1931, une organisation armée plus radicale, qu'il dirige, puis quitte en 1937 pour revenir à la Haganah.

## Immigration en Palestine
Sioniste, Avraham Zilberg participe à l'autodéfense juive en Russie tsariste. Il émigre en Palestine en 1923 et adopte le nom d'Avraham Tehomi.
Il commence à travailler dans la construction de route, puis adhère précocement à la Histadrout et à la haganah, une organisation armée inspirée des organisations d'autodéfense juive de l'empire russe.

## Le meurtre de Jacob Israël de Haan
Officier de la Haganah, Tehomi abat le 30 juin 1924 Jacob Israël de Haan. Ce dernier, juif néerlandais, poète, romancier et diplomate, vivait et travaillait à Jérusalem comme journaliste. De Haan était venu en Palestine dans une démarche sioniste, mais s'était finalement rallié à l'ultra-orthodoxie juive, à l'époque radicalement anti-sioniste. Il était donc devenu un anti-sioniste, et prônait le rapprochement avec les arabes palestiniens dans la lutte contre le sionisme.
Le meurtre a eu un certain retentissement, mais son auteur ne fut à l'époque pas identifié. Ce n'est que 60 ans plus tard, après que deux journalistes (Nakdimon et Mayzlish) l'ont identifié, que Tehomi admettra son acte dans une interview pour la télévision israélienne : « j'ai fait ce que la haganah avait décidé qu'il devait être fait. Et rien n'aurait été fait sans l'ordre de Yitzhak Ben-Zvi [qui deviendra le second président de l'État d'Israël en 1952]. Je n'ai pas de regret parce qu'il voulait détruire […] le sionisme ».

## Responsable de laHaganahpuis de l’Irgoun
En 1925, Tehomi est nommé commandant adjoint de la Haganah pour le district de Jérusalem.
En 1927, sur ordre de Yosef Hecht, alors commandant de la Haganah, (et sans l'accord de la Histadrout), il place « une bombe au domicile du cheik du quartier des Mograbis dont les résidents cherchaient noise aux fidèles juifs sur le chemin du mur des Lamentations », sans qu'il y ait de mort.
Les émeutes arabes de 1929 en Palestine mandataire (en particulier le Massacre d'Hébron) provoquent des divergences au sein de la Haganah. Yosef Hecht, dont Tehomi est proche, est limogé par David Ben Gourion, responsable de la Histadrout, l'autorité de tutelle de la Haganah, et ce malgré le soutien de ses officiers, parmi lesquels Tehomi.
Après les émeutes, toujours en 1929, Tehomi est nommé responsable de la zone de Jérusalem, mais la tension augmente entre bon nombre d'officiers dirigeants et les politiques de la Histadrout. Beaucoup considèrent en effet qu'ils sont « bridés » par les consignes politiques de « retenues ».
La Haganah avait en effet développé, largement à la demande de la Histadrout, une doctrine d’utilisation de la force armée, baptisée la Havlagah (« retenue ») :
- pour la défense, lors d’une attaque arabe ;
- pour des représailles, mais ciblées sur d’anciens attaquants identifiés.

Bien souvent, les attaquants ne pouvaient être identifiés, et un courant est apparu au sein de l’organisation, prônant des représailles contre les populations « soutenant » les attaquants, c'est-à-dire potentiellement contre tout civil arabe palestinien. « Contrairement à l'esprit pacifiste qui - ostensiblement - prévalait au sein de la communauté juive en Palestine et influençait le climat de la Haganah à l'époque, ce groupe était imprégné d'un incomparable esprit "militariste" ».
Aggravant les divergences tactiques, l'élément déclenchant de la scission fut la suspension de Tehomi après des attaques de celui-ci en octobre 1930 contre les « jésuites socialistes anglais, qui manifestent la plus vive sympathie pour les "malheurs" des Arabes, mais ferment les yeux devant les saloperies dont ils se rendent coupables aux Indes, en Égypte et en d'autre pays ». Ces mots sont interprétés comme une attaque en règle contre le socialisme en général et le mouvement ouvrier juif en particulier, lequel dirige à l'époque la Haganah à travers la Histadrout.
Après sa suspension et le passage de la Haganah sous contrôle de l'Agence juive] en avril 1931, Tehomi fonde une nouvelle organisation avec dix-neuf officiers qui, s'étant solidarisés avec lui, avaient remis leur démission ».
Celle-ci prend le nom de Haganah Beth (Haganah « B »), avant de se renommer « Haganah Le'umit » (« Haganah nationale »). Rapidement, un autre nom commence à être utilisé : Irgoun Zvaï Leoumi (« Organisation militaire nationale »), parfois Irgoun Beth (« organisation B »). Irgoun Zvaï Leoumi deviendra d'une utilisation exclusive en 1936-1937.
En pratique, le refus de la Havlagah n’aura guère de conséquences, les attaques arabes s’étant arrêtées avant la scission. Mais la Haganah n’est désormais plus seule en lice dans le camp sioniste.

## La grande révolte arabe (1935-1939) et la scission de l'Irgoun

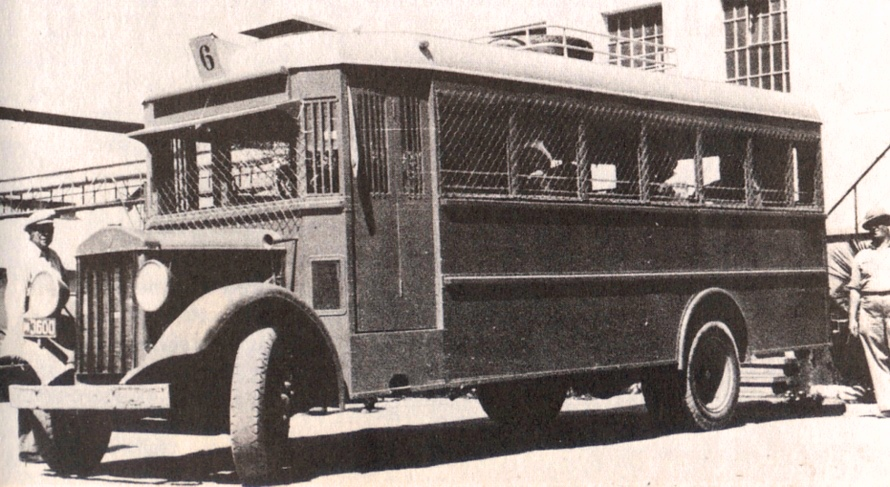
Bus juif protégé avec des grilles contre les jets de pierres ou de grenades.

La Haganah nationale, ou Irgoun, avait eu une faible activité de 1931 à 1935, du fait de l'absence de conflit ouvert avec la population et les militants nationalistes arabes palestiniens. En 1933, elle est estimée à « 300 hommes, pour la plupart des jeunes sans expérience militaire, souvent obligés de s'entraîner avec des armes en bois ».
Mais de la fin 1935 à 1939, les Arabes palestiniens se révoltent contre la puissance mandataire britannique et l'implantation sioniste (la population juive est passée de 80 000 en 1918 à 175 000 en 1931 et 400 000 en 1936). Plusieurs centaines de juifs seront tués au cours de cette période.
Ce soulèvement aura trois conséquences majeures pour les organisations armées :
le renforcement militaire de la Haganah : celle-ci se montre assez efficace pour bloquer les attaques arabes, sécuriser les points isolés, et lancer des raids de représailles contre les militants nationalistes arabes. Elle attire donc des nouveaux membres, et compte bientôt des dizaines de milliers de membres (dont seulement une minorité sont des combattants stricto sensu). Elle coopère également de façon quasi ouverte avec les Britanniques, qui s’appuient largement sur elle et sur ses réseaux de renseignements dans la répression du nationalisme arabe palestinien. Les Britanniques arment et entraînent également plusieurs unités composées de Juifs comme le Notrim (« les gardes »), une police auxiliaire juive qui comprend environ 3 000 hommes, ou les  Special Night Squads (« escadrons de nuits spéciaux ») dirigés par le major britannique Orde Charles Wingate, un sympathisant sioniste.
La scission de la Haganah nationale : devant la montée en puissance de la Haganah, même « limitée » par la Havlagah, une partie de la Haganah nationale décide de rallier la Haganah pour offrir un front commun aux attaques arabes. À partir de 1936, Avraham Tehomi engage des négociations en ce sens. Il est convoqué à Paris par le leader de la droite nationaliste, Vladimir Jabotinsky, qui exige de lui un ralliement officiel au sionisme révisionniste (ce que l’Irgoun n'avait jamais fait) et à son autorité politique. Tehomi déclare accepter, mais passe finalement à la Haganah en avril 1937 avec 40 % de ses troupes (1 300 hommes). Le « Comité de tutelle » politique (qui coiffait de façon théorique l' Irgoun et regroupait plusieurs partis de droite) éclate. Les partis autres que le Parti révisionniste le quittent. La Haganah est renforcée, tant politiquement qu’en nombre de combattants.
La radicalisation de l' Irgoun qui lance après le départ de Tehomi de nombreux attentats contre la population civile arabe. Quelques représailles avaient cependant déjà été organisées sous le commandement de Tehomi, encore qu'à plus petite échelle : le 16 avril 1936, en réponse à l'assassinat de deux juifs la veille, l’Irgoun avait ainsi tué deux ouvriers agricoles dans une orangeraie.
Considérant que la Haganah n'avait pas rempli ses obligations en vertu de l'accord de fusion de 1937, (il devait y prendre un poste d'officier supérieur), Tehomi démissionne quelque temps plus tard.
Par la suite, il se livrera à des activités d'immigration illégale de Juifs vers la Palestine britannique (les Britanniques limitant l'entrée des Juifs à partir des années 1930, et plus encore à partir de 1939), ainsi qu'à des activités de renseignement. Il n'aura par la suite pas d'activités politiques ou militantes notables.
Dans les dernières années de sa vie, il a vécu aux États-Unis. Il est mort en 1990.